# Oggiyamduraipakkam
Oggiyamduraipakkam es una ciudad censal situada en el distrito de Chennai en el estado de Tamil Nadu (India). Su población es de 76600 habitantes (2011). Forma parte del área metropolitana de Chennai.

## Demografía
Según el censo de 2011 la población de Oggiyamduraipakkam era de 76600 habitantes, de los cuales 38444 eran hombres y 38156 eran mujeres. Oggiyamduraipakkam tiene una tasa media de alfabetización del 83,39%, superior a la media estatal del 80,09%: la alfabetización masculina es del 88,31%, y la alfabetización femenina del 78,46%.